# 福野美恵子
福野 美恵子（ふくの みえこ、1947年または1948年 - ）は、日本の元卓球選手。現役時代は日本代表として活躍した。

## 経歴
藤園女子高校在学時の1965年度、全国高等学校卓球選手権大会シングルスで優勝。
専修大学在学時の1967年度、国民体育大会卓球競技では一般の部で富山県代表として優勝。全日本卓球選手権大会に馬淵常美と出場した混合ダブルス決勝で河原智 / 大関行江組に0-2で敗れ準優勝。
1968年度、ジャカルタ (インドネシア) で開催されたアジア卓球選手権では大関と出場した女子ダブルス、伊藤繁雄と出場した混合ダブルスでともに金メダル獲得。全日本大学総合卓球選手権大会では広田佐枝子と出場した女子ダブルスで優勝。国民体育大会では一般の部で富山県代表として優勝。全日本選手権では広田と出場した女子ダブルス決勝で小和田敏子 / 今野安子組に敗れ準優勝。
1969年度、全日本選手権に平野美恵子と出場した女子ダブルス決勝で小和田 / 今野組を2-1で破り優勝。
大生信用組合所属時の1970年度、名古屋市で開催されたアジア選手権で平野と出場した女子ダブルスで銀メダル、伊藤と出場した混合ダブルス準決勝で西飯徳康 / 高瀬良子組に敗れ銅メダル。国民体育大会では一般の部で濱田美穂、大関行江らとともに東京都代表として優勝。全日本選手権に山口朝子と出場した女子ダブルス決勝で前年のペアだった平野 / 阪本礼子組に1-2で敗れ準優勝。
1971年度、名古屋市で行われた第31回世界卓球選手権に山口と出場した女子ダブルス準々決勝で林慧卿 / 鄭敏之組 (中国)に1-3で敗退。西飯徳康と出場した混合ダブルス準々決勝で河野満 / 小和田組 (日本) を3-1で下すも準決勝は張燮林 / 林慧卿組 (中国) に1-3で屈し銅メダル。